# Born Free - Il risveglio dei dinosauri
Born Free - Il risveglio dei dinosauri (恐竜探検隊ボーンフリー?, Kyōryū Tankentai Born Free, lett. "Team esplorativo dei dinosauri Born Free") è una serie televisiva anime in 25 episodi in tecnica mista, trasmessa in Giappone dal network televisivo Nihon Educational Television a partire dal 1º ottobre 1976.

## Trama
Nel 1996, a causa dei movimenti tellurici causati dall'avvicinarsi della cometa Abby, i dinosauri risalirono in superficie dalle cavità sotterranee che avevano conservato l'ambiente del mesozoico. Viene quindi istituito il "Born Free", un team di scienziati dotato di moderne tecnologie, atte a proteggere questi dinosauri, incapaci di adattarsi al nuovo ambiente e preda delle uccisioni da parte degli esseri umani.

## Distribuzione internazionale
In occidente la serie è stata distribuita in lingua inglese con il titolo internazionale Return of the Dinosaurs, subendo però numerosi adattamenti, con molti episodi uniti per produrre un film animato distribuito nel 1983 nei Paesi di lingua inglese. In Italia la serie è stata invece trasmessa in versione integrale da Rete 4 a partire da giugno 1985.
In Italia, inoltre, la serie è stata trasmessa da vari enti televisivi locali come Telenorba.

## Personaggi
| Personaggio   | Doppiaggio originale         | Doppiaggio italiano |
| ------------- | ---------------------------- | ------------------- |
| Rei           |                              | Gabriella Andreini  |
| Akira         | Shingo Kanemoto              | Giancarlo Padoan    |
| Masao         | Kazue Takahashi              | Laura Lenghi        |
| Dottor Masaki | Yoshiaki Nemoto Shinji Nakae | Mauro Bosco         |
| Taburo        |                              | Sandro Pellegrini   |
| Isako         | Sakiko Kato                  | Susanna Fassetta    |
| Jorge         |                              | Vittorio Guerrieri  |

## Episodi
| Nº | Titolo italiano Giapponese 「Kanji」 - Rōmaji                                                    | In onda          | In onda |
| Nº | Titolo italiano Giapponese 「Kanji」 - Rōmaji                                                    | Giapponese       |         |
| 1  | Nasce il Born Free 「行け！ボーンフリー号」 - Ike! Bōnfurī-gō                                    | 1º ottobre 1976  |         |
| 2  | Il dinosauro carnivoro 「恐怖の肉食恐竜 アロサウルス」 - Kyōfu no nikushoku kyōryū arosaurusu    | 8 ottobre 1976   |         |
| 3  | Salvare il brontosauro 「ブロントサウルスを救え！」 - Burontosaurusu o sukue!                    | 15 ottobre 1976  |         |
| 4  | I cacciatori di dinosauri 「砂漠の暴れん坊 ティラノサウルス」 - Sabaku no abarenbō tiranosaurusu | 22 ottobre 1976  |         |
| 5  | L’uovo del tricerotipo 「トリケラトプスの卵を守れ！」 - Torikeratopusu no tamago o mamore!       | 29 ottobre 1976  |         |
| 6  | Amore fra i dinosauri 「トラコドンの涙」 - Torakodon no namida                                   | 5 novembre 1976  |         |
| 7  | Un cucciolo smarrito 「親にはぐれたステゴサウルス」 - Oya ni hagureta sutegosaurusu              | 12 novembre 1976 |         |
| 8  | Battaglia tra i dinosauri 「イグアノドン対ティラノサウルス」 - Iguanodon tai tiranosaurusu       | 19 novembre 1976 |         |
| 9  | Un cucciolo di dinosauro 「赤ちゃん恐竜を救え!!」 - Akachan kyōryū o sukue!!                     | 26 novembre 1976 |         |
| 10 | Masao e il cucciolo di dinosauro 「少年と恐竜の詩（うた）」 - Shōnen to kyōryū no uta            | 3 dicembre 1976  |         |
| 11 | Lo stegosauro impazzito 「大暴れ！ステゴサウルス」 - Dai abare! Sutegosaurusu                    | 10 dicembre 1976 |         |
| 12 | Il mio amico dinosauro 「素晴しい友！ステゴサウルス」 - Subarashī tomo! Sutegosaurusu            | 17 dicembre 1976 |         |
| 13 | Un gorgosauro affamato 「台地の帝王 ゴルゴサウルス」 - Daichi no teiō gorugosaurusu              | 24 dicembre 1976 |         |
| 14 | Vola pteranodonte 「飛べ！テラノドン」 - Tobe! Teranodon                                         | 7 gennaio 1977   |         |
| 15 | La strada dei dinosauri 「恐竜の道の秘密」 - Kyōryū no michi no himitsu                          | 14 gennaio 1977  |         |
| 16 | L’amico anchirosauro 「アンキロサウルスは友達」 - Ankirosaurusu wa tomodachi                     | 21 gennaio 1977  |         |
| 17 | La fine di Butler 「キングバトラーの最期！」 - Kingubatorā no saigo!                             | 28 gennaio 1977  |         |
| 18 | La vendetta di Lady 「復讐の鬼 レディ・バトラー」 - Fukushū no oni redi batorā                   | 4 febbraio 1977  |         |
| 19 | Un dinosauro gigantesco 「ジャンボ恐竜 ブラキオサウルス」 - Janbo kyōryū burakiosaurusu          | 11 febbraio 1977 |         |
| 20 | Il gigantesco tirannosauro 「百竜の王 ティラノサウルス」 - Hyaku ryū no ō tiranosaurusu          | 18 febbraio 1977 |         |
| 21 | Il piccolo Tommy 「ディプロドクス大救出作戦」 - Dipurodokusu dai kyūshutsu sakusen               | 25 febbraio 1977 |         |
| 22 | Combatti, piccolo! 「ガンバレ！チビッコ恐竜」 - Ganbare! Chibikko kyōryū                         | 4 marzo 1977     |         |
| 23 | Il dinosauro carnivoro II 「人喰い恐竜を倒せ！」 - Hito kui kyōryū o taose!                      | 11 marzo 1977    |         |
| 24 | iI paradiso dei dinosauri 「謎の恐竜 エゾサウルス」 - Nazo no kyōryū ezosaurusu                  | 18 marzo 1977    |         |
| 25 | La riserva 「恐竜よいつまでも！」 - Kyōryū yo itsu made mo!                                      | 25 marzo 1977    |         |